# Steef van Eijkelenburg

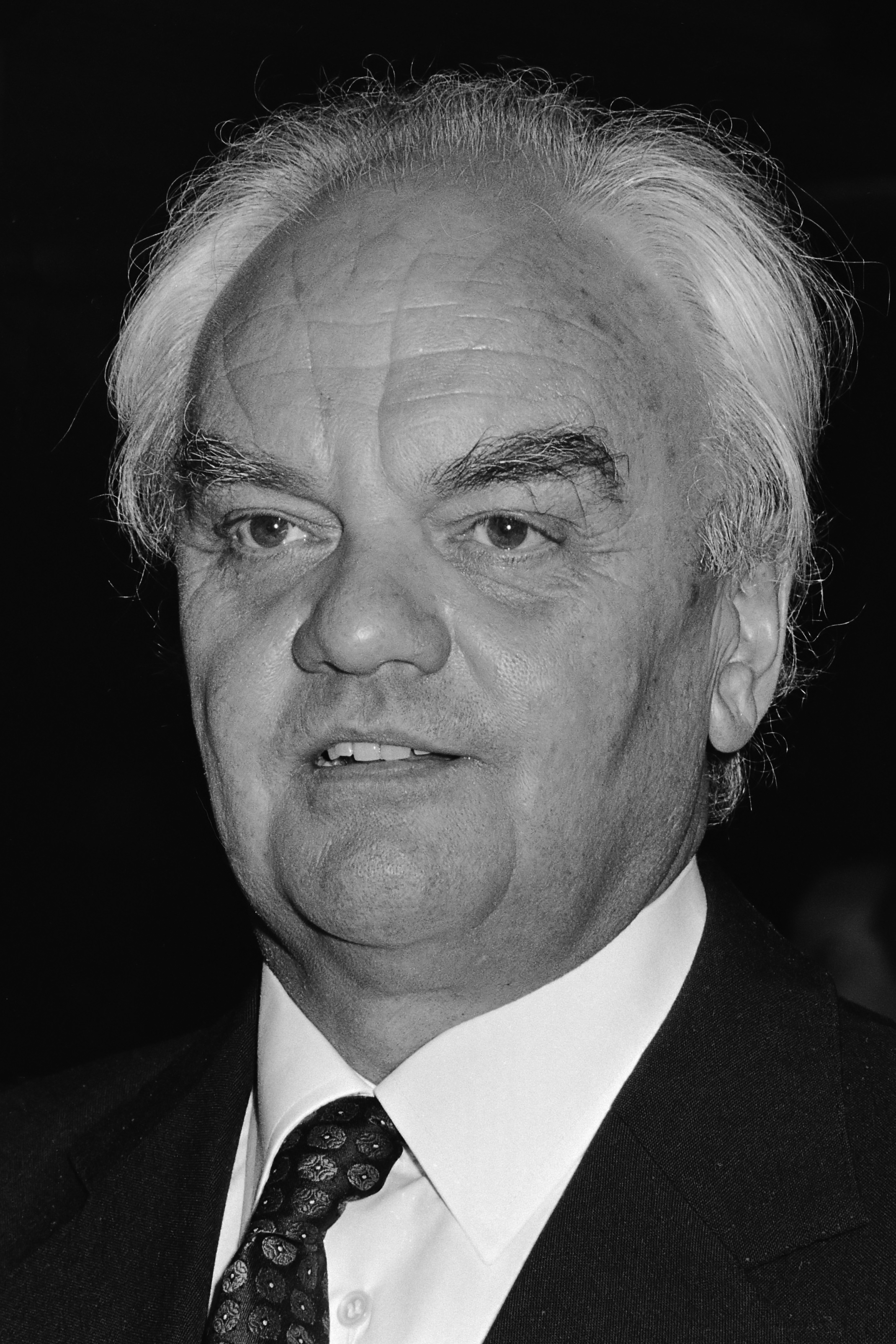
Steef van Eijkelenburg (1979)

Stephanus Johannes (Steef) van Eijkelenburg (Amersfoort, 3 februari 1922 – Vught, 14 januari 2009) was een Nederlands ondernemer en werkgeversbestuurder.
Na de mts in Utrecht heeft hij ook nog een opleiding gehad voor beton- en staalconstructeur. In 1943 ging hij werken bij de bouwonderneming P.K. van Eijkelenburg die in 1924 door zijn vader was opgericht. In 1948 verhuisde het bedrijf van Amersfoort naar Rosmalen en rond 1958 kreeg hij samen met twee broers de leiding over dat bedrijf waar Steef van Eijkelenburg het bracht tot president-directeur. Hij zou tot 1982 leiding geven aan dat bedrijf (later opgegaan in de Dura Vermeer). Daarnaast was hij vanaf 1979 voorzitter van het Nederlands Christelijk Werkgeversverbond (NCW; later opgegaan in VNO-NCW). Bovendien is hij lid geweest van de Sociaal-Economische Raad (SER). Namens de NCW was hij in eind 1982 een van de acht ondertekenaars van het Akkoord van Wassenaar. In 1988 werd hij opgevolgd door Koos Andriessen. Van Eijkelenburg was lid van D66. Voor de Vughtse fractie van D66 was hij tot 2006 enkele jaren steunfractielid. Begin 2009 is Eijkelenburg op 86-jarige leeftijd overleden. 